# Gertrudenkirche (Altencelle)

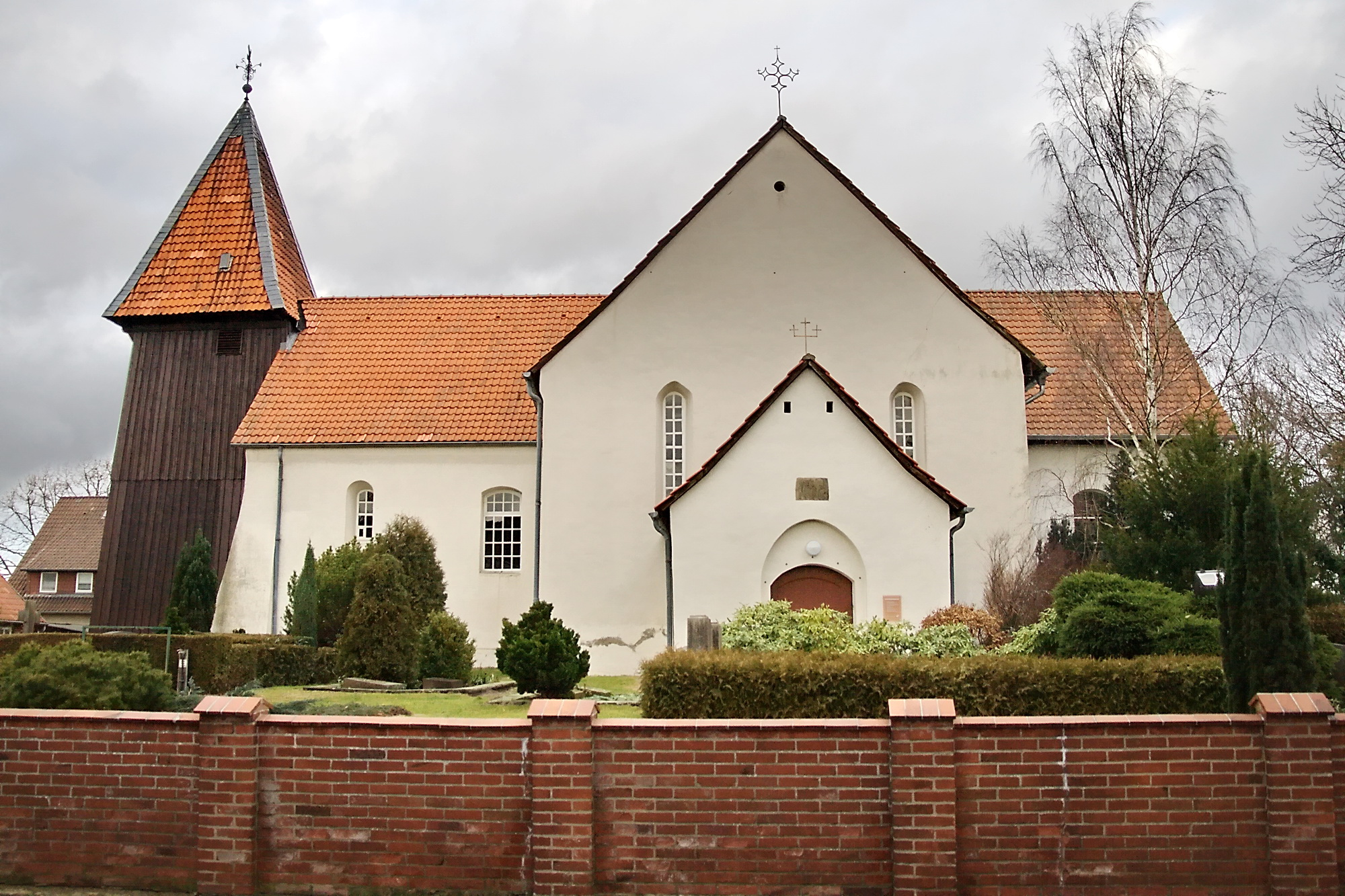
Gertrudenkirche

Die evangelisch-lutherische denkmalgeschützte Gertrudenkirche steht auf dem Kirchfriedhof von Altencelle, einem Ortsteil der Stadt Celle im Landkreis Celle von Niedersachsen. Die Kirchengemeinde gehört zum Kirchenkreis Celle im Sprengel Lüneburg  der Evangelisch-lutherischen Landeskirche Hannovers.

## Geschichte
Vor 1000 hatte die ehemalige Stadt eine kleine Pfarrkirche. Um 1000 wurde eine größere Kirche mit einem quadratischen Chor, einer Sakristei und einem Kirchturm im Westen gebaut. Sie wurde spätestens 1050 zu einer Kreuzkirche erweitert. Die Kirche war um 1292 verfallen. Anfang des 14. Jahrhunderts wurde sie vereinfacht wiederhergestellt. 1507 ist erstmals die Bezeichnung Gertrudenkirche bezeugt, wobei unklar bleibt, ob dies auf ein Patrozinium der heiligen Gertrud von Nivelles zurückgeht oder auf eine Benennung nach der als Stifterin bedeutenden Gertrud der Jüngeren von Braunschweig.

## Beschreibung
Die Saalkirche wurde in Backsteinen unter Verwendung wesentlicher Teile des alten Mauerwerks aus Raseneisenstein wiederhergestellt. Der steinerne Kirchturm im Westen aus dem 15. Jahrhundert wurde Anfang des 16. Jahrhunderts durch einen hölzernen ersetzt. Der Innenraum ist mit einer Flachdecke überspannt. Der Chor ist durch einen großen Rundbogen mit dem Kirchenschiff verbunden, ebenso der südliche Querarm. Zur Kirchenausstattung gehört ein Flügelaltar von 1509, der innen ein geschnitztes Relief enthält. Im Schrein ist der Kalvarienberg dargestellt, in den Innenseiten der Flügel sind die zwölf Apostel in zwei Reihen zu sehen. Auf den Außenseiten ist die Verkündigung gemalt. Auf der um 1440 entstandenen Predella sind die 4 Evangelisten gemalt. Das Taufbecken stammt aus dem 13. Jahrhundert, ein kleines Kruzifix auf einem alten Kreuz aus dem 3. Viertel des 13. Jahrhunderts, ein lebensgroßes Triumphkreuz aus der 2. Hälfte des 14. Jahrhunderts.